# Muschelknacker
Der Muschelknacker (Cymatoceps nasutus) ist ein Meeresfisch aus der monotypischen Gattung Cymatoceps innerhalb der Familie der Meerbrassen. Er ist durch einen wulstigen Kopf, eine hervorstehende, fleischige Nase sowie durch kräftige Kiefer charakterisiert.

## Merkmale
Mit einer Länge von 1,5 Metern und einem Gewicht von 38 Kilogramm gehört der Muschelknacker zu den größten Vertretern der Meerbrassen. Er kann ein Alter von 45 Jahren erreichen. Die erwachsenen Fische haben eine große fleischige Nase und einen schweren, wulstigen Kopf mit dicken Lippen. Es gibt vier hervorstehende Schneidezähne im Oberkiefer und sechs im Unterkiefer. In jedem Kiefer sind zwei Reihen mit abgerundeten Backenzähnen angeordnet. Der Körper ist tief und robust. Die Körperform variiert jedoch mit der Größe und dem Alter. Auch die Körperfärbung verändert sich mit dem Alter. Die meisten adulten Individuen sind rußgrau bis blauschwarz. Die heranwachsenden Fische sind überall heller und können an den Flanken zwei oder mehr dunkle, breite Querstreifen aufweisen. Bei den juvenilen Fischen ist die Körperfärbung allgemein grünlich-braun mit weißen Flecken. Entlang des Seitenlinienorgans sind 61 bis 65 Reihen mit harten, dicken Schuppen angeordnet. Die Schuppen an der Unterseite sind deutlich größer. Die einzelne Rückenflosse besteht aus zwölf Stacheln und zehn Strahlen. Die Analflosse besteht aus drei Stacheln und acht Strahlen. Die Schwanzflosse ist leicht gegabelt. Die Anzahl der Kiemenreusen auf dem ersten Kiemenbogen beträgt zehn.

## Verbreitung
Das Verbreitungsgebiet des Muschelknackers umfasst den tropischen und gemäßigten Atlantik sowie den Indischen Ozean. Er kommt an der Küste von Maputo in Mosambik sowie entlang der Küstengewässer Südafrikas von KwaZulu-Natal bis nach Kapstadt vor.

## Lebensweise
Der Muschelknacker lebt einzeln und bewohnt sowohl flache als auch tiefe, küstennahe Felsriffe bis in Tiefen von 100 Metern. Die Jungfische bevorzugen felsige Runsen im Wattenmeer als Aufwuchsgebiete, während die adulten Fische in tieferen Gewässern vorkommen. Gelegentlich wandern größere Individuen über die flachen Riffe und gehen in Küstennähe auf Nahrungssuche. Die Nahrung besteht aus Krabben, Seegurken, Langusten und anderen hartschaligen Tieren. Die Beute wird mit den kegelförmigen Zähnen festgehalten, bevor sie mit den kräftigen Kiefern und Backenzähnen zerknackt wird.
Die Weibchen des Muschelknackers erreichen die Geschlechtsreife bei einer Länge von 55 Zentimetern oder im Alter von ungefähr zehn Jahren. Im Alter von 18 Jahren vollziehen sie die Geschlechtsumwandlung zum Männchen.